# Звёздный (комбинат)
«Звёздный» — кондитерско-булочный комбинат в Останкинском районе Москвы, принадлежит булочно-кондитерскому холдингу «Коломенский», специализируется на выпечке хлеба и слоёных хлебобулочных изделий, производстве замороженных хлебных полуфабрикатов, сдобных сухарей, мучнистых кондитерских изделий.
Построен в 1937 году как Хлебозавод № 11 имени Микояна, наименование «Звёздный» получил в 1979 году после ввода в строй кондитерского корпуса. В 1994 году акционирован. В 2005 году комбинат приобретён корпорацией Fazer, с 2008 года полностью интегрирован в структуру владельцев. Продан в 2022 году вместе со всеми хлебозаводами в Москве и Санкт-Петербурге холдингу «Коломенский».

## Расположение

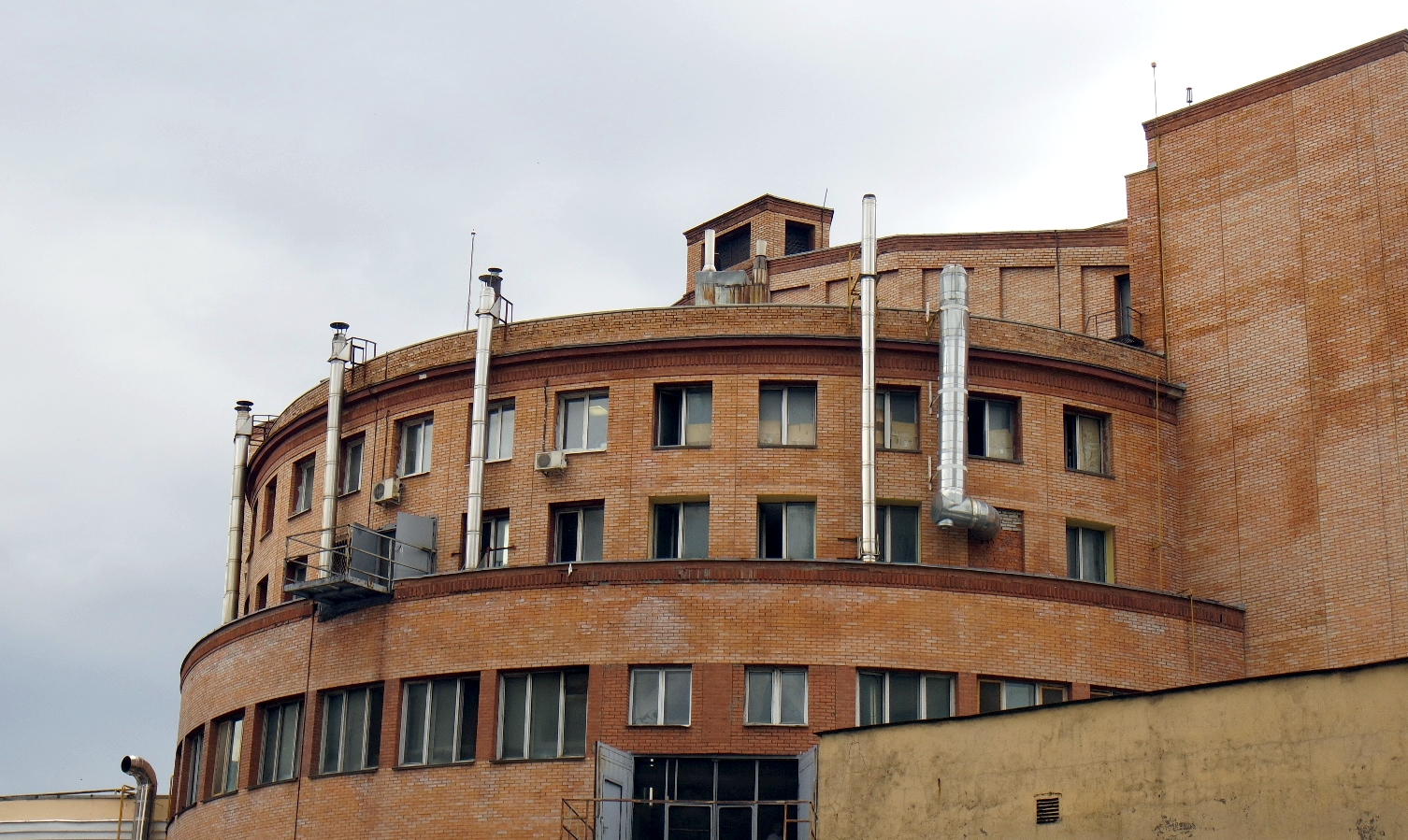
Цилиндрический хлебопекарный корпус 1937 года постройки

Территория, на которой расположено предприятие, относится к одной из промышленных зон Москвы, идентифицируемой как «Калибр» (по названию крупнейшего предприятия — завода «Калибр»); участок предприятия площадью 2,3 га вплотную примыкает к Звёздному бульвару на промежутке между Шереметьевской улицей и улицей Годовикова. Вдоль Звёздного бульвара расположен пятиэтажный корпус сухарно-кондитерского производства 1979 года постройки общей площадью помещений 12,8 тыс. м²; исторический корпус цилиндрической формы, общей площадью 8 тыс. м², расположен в глубине квартала. Также на территории размещены ещё несколько менее значительных корпусов и сооружений, возведённых в разные годы в период с 1937 по 1994 год.

## История
Завод пущен в эксплуатацию в мае 1937 года, получил номер 11 и имя Анастаса Микояна, занимавшего в то время пост наркома пищевой промышленности. Предприятие стало последним в серии пяти московских хлебозаводов, построенных в 1930-е годы, обладавших характерной цилиндрической формой корпуса, применённой для реализации кольцевой технологии автоматизированного хлебопечения разработки Георгия Марсакова. Относился к классу хлебозаводов-автоматов, о чём свидетельствовала надпись крупными буквами, размещёнными полукругом на крыше корпуса. В 1957 году имя Микояна убрано из названия в рамках кампании по разыменованию объектов, прижизненно названных по именам партийных и хозяйственных деятелей, развёрнутой после XX съезда.
В 1979 году в дополнение к цилиндрическому корпусу построен сухарно-кондитерский корпус, на котором был освоен выпуск пирожных, кремовых тортов, нескольких видов сдобных сухарей; в связи с расширением ассортимента и наделением опытными функциями, позволявшими разрабатывать собственные виды продукции, предприятие получило наименование Экспериментальный кондитерско-булочный комбинат «Звёздный». Выбранное наименование связано с расположением предприятия на Звёздном бульваре.
В 1992 году хлебопекарное производство модернизировано, вместо печей для кольцевой технологии 1930-х годов выпуска установлено пять закупленных по импорту трёхъярусных печей. В июне 1994 года предприятие акционировано по программе приватизации, основная часть акций распределена среди трудового коллектива, часть передана Правительству Москвы; по состоянию на конец 1998 года доля города в открытом акционерном обществе «ЭКБК „Звёздный“» составляла 20 %. В условиях самостоятельности предприятие начало идентифицировать выпускаемую продукцию собственными торговыми марками (сухари «Звёздные», хлеб «Звёздный» в полиэтиленовой упаковке), организовала собственную мобильную сбытовую сеть из 30 автомобилей ЗИЛ-5301, оснащённых итальянским торговым оборудованием.
В 1998 году освоен выпуск полуфабрикатов из быстрозамороженного теста, один из основных продуктов этого ассортимента — замороженная пицца. К 1999 году в результате расширений производства и модернизаций комбинат накопил значительную задолженность, решался вопрос о её реструктуризации. Численность персонала в 1999 году составила 700 человек, средняя заработная плата — 2—2,5 тыс. рублей в месяц. К первой половине 2000-х годов комбинат вышел на первое место на московском рынке замороженной хлебопродукции с долей 17 % — 21 %.
В мае 2005 года после длительных переговоров комбинат был продан финской компании Fazer, владевшей на тот момент значительными хлебопромышленными активами в Санкт-Петербурге (заводами, приобретёнными с компанией «Хлебный дом» — Хлебозаводом № 12 имени Микояна и Муринским хлебозаводом) и безуспешно пытавшейся выйти на московский рынок: в 2002—2004 годы финской компании не удалось реализовать проект строительства нового собственного комбината в Домодедовском районе и достичь договорённости о приобретении крупного комбината «Простор» на востоке Москвы, купленного в результате фирмой «Черёмушки». Стоимость сделки не разглашалась, независимыми наблюдателями оценена в пределах от $30 млн до $35 млн. Основные направления модернизации после приобретения Fazer — переоснастка хлебопекарного производства и расширение брендированного ассортимента хлебопродукции, прежде всего, за счёт упакованного хлеба, хлебных нарезок.
В 2008 году предприятие целиком интегрировано в основную российскую структуру Fazer с центральным офисом в Санкт-Петербурге и едиными для всех хлебобулочных и кондитерских активов сбытовым и маркетинговым подразделениями; торговая марка «Звёздный» сохранена для замороженного теста и пиццы, а вся хлебопродукция переведена на унаследованную от петербургского подразделения марку «Хлебный дом». Начиная с этого момента комбинат в материалах Fazer фигурирует как «производственная площадка „Звёздная“».
С 2008 года в хлебопекарном корпусе функционирует линия выпечки тостового хлеба мощностью 1,8 т в час (3,6 тыс. упаковок), голландские печи Kaak Daub установлены в сегменте из половины одного из цилиндрических ярусов. В 2011 году пущена линия Mecatherm по производству замороженных французских багетов мощностью 12 тонн продукции в сутки, на линии используются технологии интенсивного замеса и шоковой заморозки; инвестиции оборудование и запуск составили €4 млн, считается, что линия является самой мощной в России среди аналогичных производств. С 2013 года в материалах владельцев упоминаний о торговых марках, связанных с наименованием «Звёздный» — нет, вся продукция переведена на марки «Fazer», «Хлебный дом» и «Бурже»; показателей деятельности по предприятию не публикуется.

## Собственники и руководство
Собственники по состоянию на конец 1998 года — Правительство Москвы (20 %), Наум Вельтман (около 15 %), Михаил Чхартишвили (около 15 %), Мирон Винер (около 9 %), Тамара Айзикович (около 7 %), Тамара Хлыстова (6 %), Ирина Харлова (5 %), Александр Винер (5 %). Директор комбината в 1990-е — Наум Вельтман (в 2013 году фигурировал в отчётных документах как генеральный директор Останкинского завода бараночных изделий).
Основной владелец в первой половине 2000-х — Русский генеральный банк, 34 % акций предприятия принадлежало финансовой группе «Гута». Директор в начале 2000-х — Андрей Дмитрюк.
В 2004 году после смены собственника руководителем предприятия назначен Сергей Мельниченко, до этого консультировавший Fazer по вопросам приобретения российских активов.

## Показатели деятельности
До поглощения Fazer публиковались показатели деятельности предприятия. По результатам 2004 года на комбинате работало 1000 сотрудников, выручка составила 830 млн рублей. Примечательно, что для оценки стоимости хлебопекарного бизнеса в России в первой половине 2000-х использовался мультипликатор в один годовой оборот, что соответствует оценкам стоимости сделки по поглощению около $30 млн. За 2004 год выпущено 12,9 тыс. т хлеба (35 т в среднем в сутки при расчёте по непрерывной загрузке), 6,1 тыс. т кондитерских изделий (16,7 т в сутки), 5,1 тыс. т мучной продукции (14 т в сутки), 1,8 тыс. т замороженной пиццы (4,9 т в сутки), 1,24 тыс. т сдобных «сухарей» (3,4 т в сутки). Сообщалось об увеличении выпуска хлеба на треть в 2005 году — до 17 тыс. тонн (46,5 тонн в сутки), что составило немногим более 2 % московского рынка хлеба.